# Светлов, Валериан Яковлевич
Валериа́н Я́ковлевич Светло́в, настоящие имя и фамилия Валерьян Ивченко (17 [29] октября 1860, Санкт-Петербург — 18 января 1935, Париж) — русский литератор, балетовед

 и историк балета, театральный критик, драматург-либреттист.

## Биография
Родился в Санкт-Петербурге в дворянской семье. Служил в кавалерии. Выйдя в отставку, занялся литературной деятельностью — писал рассказы, повести, романы на исторические темы. С середины 1890-х годов начал писать о балете — публиковал исторические исследования, рецензии на спектакли, хронику, очерки, творческие портреты артистов балета и балетмейстеров в газетах «Биржевые ведомости», «Петербургская газета», «Слово», «Петербургский дневник театрала», в журналах «Театр и искусство» и «Звезда», в «Ежегоднике императорских театров».
В 1904—1915 и 1916—1917 годы — редактор журнала «Нива», где также появлялись его рассказы и критические заметки. Валериан Светлов принадлежал к избранному кругу петербургских балетоманов и имел одну из самых богатых балетных коллекций в дореволюционной России. Он — автор либретто балета «Принц-садовник» по сказке Х. К. Андерсена на музыку А. А. Давидова, поставленного Клавдией Куличевской в Петербургском театральном училище в 1906 году и в Мариинском театре в 1907 году. На сюжет сказки Валериана Светлова «Ангел из Фьезоле» балетмейстер Михаил Фокин поставил одноактный балет «Эрос» (Мариинский театр, 1915 год).
Активный сторонник творчества Айседоры Дункан, Светлов неоднократно высказывался против рутины и застоя на императорской сцене и поддерживал творческие поиски Михаила Фокина. Валериан Яковлевич участвовал в организации «Русских сезонов» 1909 года в Париже, в составе так называемого «Комитета при Сергее Дягилеве».
В Первую мировую войну добровольцем пошёл на фронт, служил ротмистром в Ингушском конном полку «Дикой дивизии» и был награждён четырьмя орденами, в том числе орденом св. Владимира 4-й степени с мечами и бантом.
В 1916 году Светлов женился на известной балерине Мариинского театра Вере Трефиловой; в 1917 году они эмигрировали из России и обосновались в Париже, где Вера Александровна открыла свою балетную школу. Валериан Яковлевич продолжал публиковать статьи о русском балете, о русских артистах в эмиграции, но уже с позиции защиты классических традиций. В эти годы в Париже и Лондоне вышли несколько его трудов по истории русского балета и «Русских сезонов». Светлов был свидетелем при бракосочетании Пабло Пикассо и Ольги Хохловой.

### Беллетристика
- Светлов В. Сочинения. — СПб.: т-во А. Ф. Маркс, 1909—1914. — Т. 1—8. — 324 + 345 + 324 + 345 + 327 + 319 + 379 + 364 с.
- Светлов В. Я. Авантюристка : [Исторический] роман [в 2-х ч. с прологом]. — СПб.: А. А. Каспари, 1902. — 197 с. — (Книги журнала «Родина» ; 1902 г., № 12).
  - . — М.: Мир книги, 2011. — 189 с. — (Женские лики - символы веков). — 4500 экз. — ISBN 978-5-486-03755-9.
  - Авантюристка : [(тайная любовница Петра I) : роман]. — М.: Мир книги : Литература, 2011. — 189 с. — 5000 экз. — ISBN 978-5-486-03955-3.
  - Рабыня порока : [роман]. — М.: РИПОЛ классик, 2008. — 222 с. — (ранее выходила под названием «Авантюристка»). — 5000 экз. — ISBN 978-5-386-00421-7.
- Светлов В. Архип Осипов : Ист. рассказ. — СПб.: Н. Морев, 1904. — 21 с. — (Читальня народной школы : Журн. с картинками ; 1904, вып. 3).
- Светлов В. Я. Барри : Из путевых заметок. — СПб.: типо-лит. М. П. Фроловой, 1903. — 66 с. — (Читальня народной школы : Журн. с картинками ; 1903, вып. 6).
- Светлов В. Благочестие : Кавк. предание. — СПб.: Н. Морев, 1903. — 48 с. — (Читальня народной школы : Журн. с картинками ; 1903, вып. 1).
- Светлов В. Я. Белые цветы : Ориг. роман из времен фр. революции. — М.: Ф. А. Куманин, 1896. — 160 с. — (Читатель ; 1896, кн. 11-12).
- Светлов В. Я. В вратах Эдема : Роман. Утопия : Повесть. — СПб.: А. А. Каспари, 1901. — 176 с. — (Книги журнала «Родина» ; 1901 г., № 12).
- Светлов В. В неведомую даль : Роман. — СПб.: Д. А. Наумов, 1898. — 320 с.
- Светлов В. Я. Венецианские рассказы. — СПб.: «Владим.» паровая типо-лит. Мордуховского, 1900. — 642 с. — (Содерж.: Звуки Сан-Серволо; Черный призрак; Шах и мат; Марин Фальер; Венецианский отшельник; Философ из Киоджио; Очерки Венеции).
- Светлов В. Война с Японией : Очерк. — СПб.: Н. Морев, 1904. — 58 с. — (Читальня народной школы : Журн. с картинками ; 1904, вып. 2).
- Светлов В. Все цвета радуги [и др. рассказы]. — СПб.: тип. А. С. Суворина, 1904. — 501 с.
- Светлов В. Я. Город Таганрог : [Очерк]. — СПб.: А. Ф. Маркс, 1902. — 200 экз.
  - Светлов В. Я. Город Таганрог : [Очерк]. — Таганрог: Таганій рогъ, 2003. — 66 стб. — (Репр. воспроизведение изд. 1902 г.).
- Светлов В. Я. Дар слез : Ист. роман. — СПб.: Столич. тип., 1900. — 145 с. — (Отт. из журн. «Вестн. всемир. истории». 1900, № 1-7.).
- Светлов В. Я. Драгуны на траве. — СПб.: П. П. Сойкин, 1894. — 16 с.
- Светлов В. Я. Звезда любви. (1692—1695) : Флорентийск. новелла : В 2 ч. — СПб.: Д. А. Наумов, 1898. — 249 с.
- Светлов В. Я. Золоченая богема : Роман из петерб. жизни. — СПб.: тип. Муллер и Богельман, 1895. — 324 с.
- Светлов В. Я. Из Италии в Константинополь морем на «Энтелле» : Этногр. очерки. — СПб.: тип. Спб. акц. общ. «Слово», 1905. — 104 с. — (Беспл. прил. к журн. «Живопис. обозрение» на 1905 г., № 5).
- Светлов В. Я. Кавказские предания и легенды. — СПб.: тип. Муллер и Богельман, 1895. — 265 с. — (Содерж.: Томиранда; Духи горного монастыря; Красавица Эхсина; Два мудрых совета; Старый Гуд; Ночи Тамары; Шатер Авраама).
- Светлов В. Князь Михаил и боярин Федор. — СПб.: Н. Морев, 1903. — 60 с. — (Читальня народной школы : Журн. с картинками ; 1903, вып. 5).
- Светлов В. Корабль Хазизадра : Кавк. предание. — СПб.: Н. Морев, 1903. — 48 с. — (Читальня народной школы : Журн. с картинками ; 1903, вып. 4).
- Светлов В. Я. Крымские очерки. — СПб.: В. И. Штейн, 1891. — 279 с. — (Содерж.: В лунном свете; Роман; Разлука; Ночь; Плющ; Последнее прости; Забытый крест; Отрывки из записок маньяка; Встреча; Прямой путь).
- Светлов В. Я. Культ сатаны : Иересиарх Амфилохий. — Carouge (Geneve): М. К. Элпидин, 1897. — 24 с.
- Светлов В. Я. Недостроенный храм : Флорентийск. роман. (1692—1695). — СПб.: «Владим.» паровая типо-лит. Мордуховского, 1899. — 249 с.
- Светлов В. Я. Неравный брак : Роман. — СПб.: А. А. Каспари, 1908. — 128 с. — (Собрание романов Родины : Произведения русских писателей ; 1908, № 3).
- Светлов В. Я. Новеллы. — СПб.: В. И. Штейн, 1891. — 483 с. — (Содерж.: Дочь воздуха и тень Гамлета; Предвзятая идея; На далеком посту; Бабушка собралась; Жанна; Ангелы горы «Иль»; Тайна; Кавказские предания и легенды: 1) Старый Гуд; 2) Ночи Тамары).
- Светлов В. Я. Новые песни : Роман. — СПб.: А. А. Каспари, 1904. — 256 с. — (Книги журнала «Родина» ; 1904 г., № 11, 13).
- Светлов В. Я. По призванию : Роман. — СПб.: А. А. Каспари, 1900. — 208 с.
- Светлов В. Я. По разным колеям : Роман. — СПб.: А. А. Каспари, 1913. — 232 с. — (Всеобщая библиотека : Беспл. прил. к журн. «Всемирная новь»; [1913]. Кн. 5-6).
- Светлов В. Я. Побежденный : Этюд. — СПб.: А. А. Каспари, 1902. — 256 с. — (Книги журнала «Родина» ; 1902 г., № 10).
- Светлов В. Я. Повести и рассказы. — СПб.: «Владим.» паровая типо-лит., 1899. — 292 с. — (Содерж.: В глухую осень; На волнах; Фабрика особого рода; Муся; Мечтательница; Диагноз; Счастье опоздало).
- Светлов В. Последний Абрек : Рассказ. — СПб.: Н. Морев, 1903. — 48 с. — (Читальня народной школы : Журн. с картинками ; 1903, вып. 1).
- Светлов В. Предание о хитоне господнем. — СПб.: Н. Морев, 1902. — 42 с. — (Читальня народной школы : Журн. с картинками ; 1902, вып. 1).
- Светлов В. При дворе Тишайшего : Исторический роман из времен царя Алексея Михайловича. — СПб.: А. А. Каспари, 1911. — 304 с.
  - . — СПб.: А. А. Каспари, 1913. — 304 с. — (Историческая библиотека ; 1913. Кн. 2-3).
  - При дворе Тишайшего. — СПб.: Петрокон, 1994. — 509 с. — 25 000 экз. — ISBN 5-87919-009-9.
  - При дворе Тишайшего : [О царе Алексее Михайловиче]. — М.: Современник, 1996. — 318 с. — 6000 экз. — ISBN 5-270-01897-7.
  - При дворе Тишайшего : [роман]. — М.: Мир книги, 2010. — 318 с. — 8500 экз. — ISBN 978-5-486-03637-8.
- Светлов В. Призраки минувшего : Роман. — СПб.: тип. Муллер и Богельман, 1896. — 336 с.
- Светлов В. Я. Рассказы. — СПб.: тип. т-ва «Нар. польза», 1899. — 311 с. — (Содерж.: На кордоне; Без воли; К звездам; Яд Локусты; Пощечина; На Южном берегу Крыма; Последнее преступление; В карауле; Приемный день; Очарованный лес).
- Светлов В. Семь сыновей вьюги : Ингуш. предание. — СПб.: Н. Морев, 1903. — 31 с. — (Читальня народной школы : Журн. с картинками ; 1903, вып. 12).
- Светлов В. Семья Варавиных : Роман. — СПб.: типо-литогр. В. В. Комарова, 1903. — 128 с. — (Свет : Сборник романов и повестей ; 1903. Т. 1. Янв).
- Светлов В. Семья или сцена? : Роман. — СПб.: тип. Муллер и Богельман, 1896. — 274 с.
- Светлов В. Я. Сестра Мария : Груз. предание. — СПб.: Н. Морев, 1902. — 60 с. — (Читальня народной школы : Журн. с картинками ; 1902, вып. 11).
- Светлов В. Я. Собою подала пример : Рассказ из жизни Екатерины II. — СПб.: Н. Морев, 1903. — 30 с. — (Читальня народной школы : Журн. с картинками ; 1903, вып. 8).
- Светлов В. Я. Совесть : Рождеств. рассказ. — СПб.: Н. Морев, 1902. — 34 с. — (Читальня народной школы : Журн. с картинками ; 1902, вып. 12).
- Светлов В. Я. Темный блеск : Роман. — СПб.: А. А. Каспари, 1907. — 154 с. — (Собрание романов Родины : Произведения русских писателей ; 1907, № 5-6).
  - . — СПб.: А. А. Каспари, 1915. — 160 с. — (Драмы жизни : Собрание романов и повестей ; Кн. 11-12).
- Светлов В. Я. Уголок Колхиды : Роман. — СПб.: Д. А. Наумов, 1898. — 340 с.
- Светлов В. Я. Утопия : Повесть. — СПб.: А. А. Каспари, 1901. — 52 с. — (Книги журнала «Родина» ; 1901 г., № 12).

### Либретто
- Светлов В. Беатриса : Средневековая легенда в 3 отд-ниях : Либретто (по Метерлинку) / Муз. А. А. Давидова. — СПб.: тип. «Якорь», 1912. — 32 с.
- Светлов В. Метель : Опера в 2 актах и 4 карт. : Либретто по поэме и некоторым другим стихотворениям кн. Д. Н. Цертелева / Муз. А. С. Танеева. — М.: П. Юргенсон, 1914. — 31 с.
- Светлов В. Принц садовник : Балет в 1 акте : Либретто (по сказке Г. Х. Андерсена «Свинопас») / Муз. А. А. Давидова. — СПб.: изд. тип. Имп. Спб. театров, 1907. — 23 с.

### Переводы
- Галеви Л. Семья Кардиналь : [Роман] / Пер. с фр. В. Я. Светлова. — СПб.: тип. т-ва «Народная польза», 1897. — 160 с.
- Прево М. Полудевы = Les demi-vierges / Пер. с 106 фр. изд. В. Я. Светлова. — 2-е изд. — СПб.: Изд. Паровой скоропеч. И. А. Богельман, 1898. — 275 с.

### Балетоведение
- Светлов В. Я. Жрецы : Театр. очерки. — СПб.: тип. А. С. Хомского, 1896. — 326 с.
- Светлов В. О. О. Преображенская : Хореогр. монография. — СПб.: тип. А. Ф. Маркса, 1902. — 64 с.
- Светлов В. Современный балет / Изд. при непосредств. участии Л. С. Бакста. — СПб.: т-во Р. Голике и А. Вильборг, 1911. — 202 с. — 2000 экз.
  - . — СПб.: Лань [и др.], 2009. — 285 с. — 1500 экз. — ISBN 978-5-8114-0877-1.
- Светлов В. Терпсихора : Статьи. Очерки. Заметки. — СПб.: арт. зав. А. Ф. Маркса, 1906. — 351 с.
- Светлов В. Le ballet contemporain. — Saint-Petersbourg: Golicke and Willborg, 1912.
- Светлов В. Arguments pour cinq ballets. — Paris; Leipzig, n. d..
- Svetloff V. Thamar Karsavina. — London, 1922.
- Svetloff V. Anna Pavlova. — Paris: M. de Brunoff, 1922. — 190 p.
  - . — 2-nd. ed. — London: British-continental Press, 1931. — 190 p.
- Svetloff V. The Diaghilev ballet in Paris. — London, 1929.
- Svetloff V. Marius Petipa. — London, 1930.
- Svetloff V. Virginia Zucchi. — London, 1930.
- Svetloff V. In defence of classical art in dance. — London, 1931.
- Svetloff V. Diaghilev: a character study. — London, 1932.
- Svetloff V. Memories of Pavlova and Diaghilev. — London, 1933.
- Svetloff V. Quelques idees sur le modernisme. — Paris: Les Archives Internationales de la Danse, 1933.
- Svetloff V. La danse dans la peinture et la sculpture. — Paris, 1933.

### Избранные статьи
- Светлов В. «Жизель» // газета «Биржевые ведомости». 1903. 2 мая.
- Светлов В. Открытие сезона. Г-жа Павлова 2-я в «Баядерке» // газета «Биржевые ведомости». 1905. 6 сентября.
- Светлов В. «Жизель». Павлова 2-я // газета «Биржевые ведомости». 1905. 11 ноября.
- Светлов В. Тальони в Петербурге // Библиотека журнала «Театр и искусство». 1913. кн. 1—4.